# Бергамаски, Марио
Марио Бергамаски (7 января 1929, Крема, Ломбардия — 18 января 2020, Крема, Ломбардия) — итальянский футболист, который играл на позиции полузащитника.
На клубном уровне он провёл 14 сезонов (392 игры, 7 голов) в Серии А за «Комо», «Милан» и «Сампдорию». В составе «Милана» дважды становился чемпионом Италии в сезонах 1954/55 и 1956/57, а в 1956 году выиграл Латинский кубок. В 1958 году дошёл до финала Кубка европейских чемпионов, где «Милан» уступил мадридскому «Реалу» со счётом 3:2 по итогам экстра-таймов.
Он дебютировал за сборную Италии 5 декабря 1954 года в игре против Аргентины. 29 мая 1955 года в матче кубка Центральной Европы против Югославии отметился автоголом, его команда была разгромлена со счётом 4:0. Всего провёл за Италию пять матчей.
Уже после окончания карьеры он заявил, что во время чемпионата в 1957 году принимал допинг, который игроки называли «сантиметром» из-за объёма жидкости в шприце.